# Aeropuerto de Barra
El Aeropuerto de Barra (Código IATA:BRR - Código ICAO:EGPR) (también conocido como Barra Eoligarry Airport) es un aeropuerto STOL situado en la ancha bahía de Traigh Mhor en la punta norte de la isla de Barra, que forma parte de las Hébridas Exteriores (Escocia), en Reino Unido.
El aeropuerto se destaca por ser el único aeropuerto del mundo, con vuelos regulares, donde sus operaciones se realizan sobre la superficie de una playa. Este aeropuerto es gestionado por la Highlands and Islands Airports Limited que es propietaria de los aeropuertos regionales en el territorio escocés y en las islas exteriores.

## Descripción
La playa dispone de tres pistas de aterrizaje, todas delimitadas con postes de madera en las cabeceras de cada pista. Esto permite a las aeronaves Twin Otter de la compañía Loganair que operan en este aeropuerto, poder aterrizar de cara al viento. En pleamar, las pistas quedan inundadas, con lo cual las horas de vuelo varían según la marea. En ocasiones especiales se realizan vuelos de evacuación sanitaria y emergencia por las noches, con las luces de los automóviles indicando el centro de la pista y tiras reflectantes sobre la superficie de la playa.

## Destinos
| Aerolíneas | Destinos |
| ---------- | -------- |
| Loganair   | Glasgow  |

## Estadísticas
Ver fuente y consulta Wikidata.